# Stylidium ferricola
Stylidium ferricola är en tvåhjärtbladig växtart som beskrevs av Wege och Keighery. Stylidium ferricola ingår i släktet Stylidium och familjen Stylidiaceae. Inga underarter finns listade i Catalogue of Life.